# Roberto Galli (politico)
Roberto Galli (Chioggia, 28 dicembre 1840 – Bergamo, 19 febbraio 1931) è stato un patriota, politico e editore italiano, fu fondatore e direttore del quotidiano veneziano Il Tempo.

## Biografia
Editore e politico controverso, si sposò nel 1873 con Enrichetta Spangher di Villesse, figlia del politico e giudice irredentista goriziano Giovanni Battista Spangher. Per l'occasione Giosuè Carducci compose il sonetto Sole e amore.
Affermatosi come giornalista, si candidò alle elezioni del 1886 continuando ad essere rieletto – a eccezione della XX legislatura dal 1897 al 1900 – fino al 1919, anno del suo ritiro dalla vita politica.